# وجهة النظر المسيحية للخطيئة

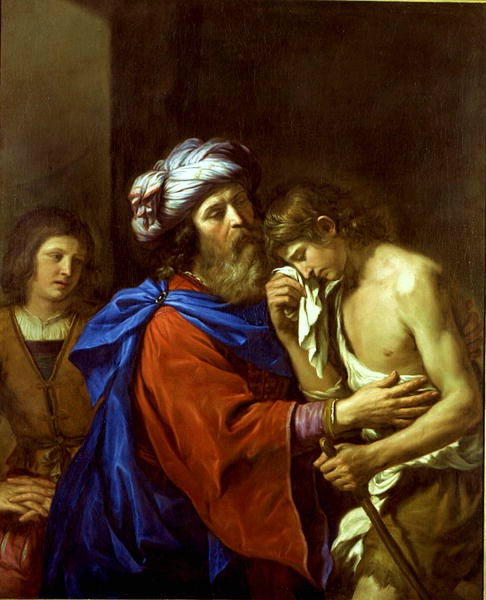
الابن الضال

عقيدة الخطيئة هي أمر أساسي في الديانة مسيحية، لأن رسالة المسيحية الأساسية هي حول فداء المسيح المتمثل في موته علي الصليب كي يغفر كل خطايا البشرية. وكلمة عقيدة الخطيئة في المسيحية أو الهيرمتيالوجي (هي مشتقة من الكلمتين اليونانتين: ἁμαρτία ، hamartia ، «و التي تعني الخطأ» وكلمة λογια logia والتي تعني «علم أو دراسة»)، هو أحدي فروع اللاهوت المسيحي الذي يهتم بدراسة الخطيئة،  ويتم وصف الخطيئة كأرتكاب جريمة ضد الله من خلال احتقار شخصه والشريعة المسيحية في الكتاب المقدس، وجرح الآخرين. وفي وجهات النظر المسيحية، إنه عمل إنساني شرير، ينتهك الطبيعة العقلانية للإنسان وكذلك طبيعة الله وقانونه الأبدي. وفقًا للتعريف الكلاسيكي للقديس أوغسطيوس فإن " الخطيئة«هي كلمة أو عمل أو رغبة تسبب في معارضة الشريعة الأبدية لله.»  ترتبط عقيد الخطيئة في المسيحية ارتباطًا وثيقًا بمفاهيم القانون الطبيعي واللاهوت الأخلاقي والأخلاقيات المسيحية.
بين بعض العلماء، مفهوم الخطيئة في الغالب على أنها انتهاك قانوني أو خرق لعقد للأطر الفلسفية غير المنظورة ومنظورات الأخلاق المسيحية، وبالتالي يميل الخلاص إلى النظر إليه من الناحية القانونية.
بينما يعرف علماء مسيحيون آخرون أن الخطيئة هي علاقة وثيق بشكل أساسي مع فقدان الحب الله لان الخطية هي عداوة لله وتعني الانسياق وراء حب الذات (أو «الانقياد وراء الشهوات Concupiscence»، بهذا المعنى)، كما دعاها القديس أوغسطينوس لاحقًا في مناقشته مع البيلاجيين. وكما هو الحال مع التعريف القانوني للخطيئة، يؤثر هذا التعريف أيضًا على مفهومي النعمة والخلاص المسيحيين، اللذين يُنظر إليهما على هذا النحو من منظور علاقني.

## الخطيئة في الكتاب المقدس

### العهد القديم
تم الإشارة الأولى إلى «الخطيئة» كاسم كما ذكر في «إنْ أحسَنتَ أفَلا رَفعٌ؟ وإنْ لَمْ تُحسِنْ فعِندَ البابِ خَطيَّةٌ رابِضَةٌ، وإلَيكَ اشتياقُها وأنتَ تسودُ علَيها»تك 4:7] و «اصحوا واسهروا. لان ابليس خصمكم كاسد زائر، يجول ملتمسا من يبتلعه هو. » 1 بط 5:8]  وفي الأية الاولي حديث من الله تجاه قايين وهذا يعد شكلاً من أشكال العلاج الأدبي. أول استخدام فعل هو أن الله حيث ظهر لأبيمالك «في الحلم قال له، أَنَا أَيْضًا عَلِمْتُ أَنَّكَ بِسَلاَمَةِ قَلْبِكَ فَعَلْتَ هذَا. وَأَنَا أَيْضًا أَمْسَكْتُكَ عَنْ أَنْ تُخْطِئَ إِلَيَّ، لِذلِكَ لَمْ أَدَعْكَ تَمَسُّهَا.» كما ذكر في سفر التكوين 20: 5. أشعياء أعلن النتائج الخطية حيث قال: «بَلْ آثَامُكُمْ صَارَتْ فَاصِلَةً بَيْنَكُمْ وَبَيْنَ إِلهِكُمْ، وَخَطَايَاكُمْ سَتَرَتْ وَجْهَهُ عَنْكُمْ حَتَّى لاَ يَسْمَعَ.لأَنَّ أَيْدِيَكُمْ قَدْ تَنَجَّسَتْ بِالدَّمِ، وَأَصَابِعَكُمْ بِالإِثمِ. شِفَاهُكُمْ تَكَلَّمَتْ بِالْكَذِبِ، وَلِسَانُكُمْ يَلْهَجُ بِالشَّرِّ.» فمن هذا نفهم بأن الخطية هي - الفصل بين الله والإنسان والعبادة غير المقبولة. أش 59 : 2 و 3]

#### الخطيئة الأصلية
الخطيئة الأصلية، وتسمى أيضًا خطيئة الجدية،  وفي العقيدة المسيحية عن الخطيئة الإنسانية التي تسببت في سقوط الإنسان، وهي التي جائت من تمرد آدم في جنة عدن علي الله، حيث أنه ارتكب العصيان حيث أكل من شجرة معرفة الخير والشر المحرمة. .  وتم تمييز هذه الحالة بطرق عديدة، تتراوح ما بين شيء غير مهم مثل نقص بسيط، أو ميل نحو الخطيئة ولكن بدون ذنب مشترك، يشار إليه باسم «طبيعة الخطيئة»، إلى شيء جذري مثل الفساد الكلي أو تلقي ذنب جميع البشر من خلال الذنب الجماعي الناتج عن عصيان الله الذي تسبب بحكم الله علي الإنسان بالفناء والموت بعدما كان من المقرر له من قبل الله ان يحيا للآبد.
ظهرت أول إشارة إلى مفهوم الخطيئة الأصلية في القرن الثاني الميلادي من قبل القديس إيريناوس، أسقف ليون في جدله مع بعض الغنوصيين الثنائيين. حيث طور آباء الكنيسة الآخرون مثل القديس أوغسطينوس أيضًا ذلك المذهب،  واعتبروه قائمًا على تعاليم بولس الرسول في العهد الجديد كما ذكر في (رسالة بولس الرسول لأهل رومية 5:12–21 و و رسالة بولس الرسول الأولي للأهل كورنثوس 15:22) وفي العهد القديم المزمور 51:5. يعتبر كل من العلامة ترتليان والقديس كبريانوس القرطاجي والقديس أمبروسيوس اسقف ميلان والأب أمبروسياستر أن البشرية كلها تشارك في خطيئة آدم، التي ينتقلها الجيل البشري. وكانت صياغة القديس أوغسطينوس لمفهوم للخطيئة الأصلية شائعة بين المصلحين البروتستانت، مثل مارتن لوثر وجان كالفين، الذين سواسا مع الخطيئة الأصلية مع التشويش، مؤكدين أنها استمرت حتى بعد المعمودية والحرية المدمرة تمامًا.  وحركة يانسنست، التي أعلنت الكنيسة الكاثوليكية أنها هرطقة، أكدت أيضًا أن الخطيئة الأصلية دمرت حرية الإرادة التي وهبها الله الإنسان وميز بها الإنسان عن سائر المخلوقات.
و الفروع الجوهرية للفهم الهارطولوجي، بما في ذلك الروم الكاثوليك،  والمشيخية،  القاريئن المصلحين،  والمعمدانين الإصلاحين  تشترك في عقيدة الخطيئة الأصلية،  التي يتبناها بولس الرسول في رسالة بولس الرسول للأهل رومية 5:12-19 والتي نشرها القديس أوغسطينوس أسقف مدينة هيبو في الغرب وتطورت إلى فكرة «الخطيئة الموروثة».حيث علّم أسقف شمال إفريقيا أن الله يحمّل جميع نسل آدم وحواء مسؤولية خطيئة آدم المتمثلة في التمرد وكسر الوصية، وعلى هذا النحو يستحق كل الناس غضب الله وإدانته لهم - بصرف النظر عن أي خطايا فعلية يرتكبونها شخصيًا.
على النقيض من ذلك، تنص وجهة نظر تُعزى أحيانًا إلى بيلاجيوس الذي حُرم في مجمع أفسس الأول حيث يقول ان على أن البشر يدخلون في الحياة كـ «ألواح فارغة» أخلاقية (الصفحة البيضاء tabulae rasae) مسؤولة عن طبيعتهم الأخلاقية.   كان السقوط الذي حدث عندما عصى آدم وحواء الله، وفقًا لسياسة "البيلاجيين" ، لم يؤثر على البشرية إلا بأقل قدر ممكن، حيث أنه شكل سابقة أخلاقية سلبية. إلا أن القليل من اللاهوتيين المعاصرين (خاصة المفكرين الذين يعتنقون تقاليد القديس أوغسطينوس) ولا يوجد علماء دين أرثوذكسيون، ما زالوا يحتفظون بوجهة النظر هذه.     
و يتخذ فرع ثالث من التفكير موقفا وسيطًا، مؤكدًا أنه منذ السقوط، أثرت خطيئة آدم على البشر بشكل طبيعي بحيث لديهم ميول فطرية في التمرد علي الله (حيث تمرد كل البشر الخاضعين للمساءلة باختيارهم الشخصي، باستثناء شخصية يسوع المسيح ومريم العذراء، الذين يعدا مطهرين من الخطية الجدية كما يؤمن الكاثوليك والعديد من المذاهب المسيحية التي تؤمن بحبل العذراء مريم بلا دنس الخطيئة الأصلية.). هذا هو الموقف عقيدة الخطيئة hamartiological في المسيحية الشرقية والكنائس، وغالبا ما تسمى الـخطيئة الجدية بدلا من الخطيئة الأصلية، ولكن ينظر إليها أحيانا باسم شبه بيلاجيانية في الغرب، وخاصة من قبل معتنقي مذهب الكالفينية.
كيف يؤمن المسيحيون الفرديون بأن «السقوط» هو حرفيًا أو مجازيًا قد أثر على الإنسانية عادةً ما يشكل الأساس لوجهات نظرهم حول المفاهيم اللاهوتية ذات الصلة مثل الخلاص والتبرير والتقديس.